# Приедкалнс, Янис
Янис Приедкалнс (латыш. Jānis Priedkalns, 28 марта 1934 год, Барбеле, Латвия — 17 июня 2022 года, Австралия) — латышский анатом-гистолог-эмбриолог, академик Латвийской академии наук, профессор университетов многих стран, Dr hc (LLU). Бывший посол Латвии в ООН и представитель в Совете Европы, депутат VI Сейма от ТБ.

## Биография
Янис Приедкалнс родился в Барбеле (Bārbele), Бауского района. Приедкалнс происходит из сосланных латышей. Во время Второй мировой войны эмигрировал в Австралию, откуда боролся за независимость Латвии. В 1998 году избирается академиком Латвийской академии наук. С 1997 по 2001 год работал послом в ООН. С 2001 года президент объединения ученых. С 2000 года председатель правления музея оккупации в Латвии. В 2010 году Приедкалнс продал автомобиль Ferrari, на котором он участвовал в гонках в 1970—1980 годах и вырученную сумму в 100 100 латов — пожертвовал на развитие Факультета медицины Латвийского университета.
Янис Приедкалнс скончался 17 июня 2022 года.

## Научная деятельность
- Академик Латвийской академии наук
- Член Нью-Йоркской академии наук
- Заведующий кафедры медицины Университета Аделаиды в Австралии.
- Автор 70 научных работ.

## Публикации
- J. Priedkalns. Pregnancy and the Central Nervous System. — In: Comparative Placentation (ed. D.H.Steven), 1975, London: Academic Press, pp. 189 −213.
- J.Priedkalns, A.Okshe, C.Vleck , R.K.Bennett. The response of the hypothalamo-gonadal system to environmental factors in the Zebra finch, Poephila guttata castanotis: Structural and functional studies. — Cell & Tissue Research, 1984, vol. 238, N 1, pp. 23-35.
- J.Priedkalns, C.Vleck. Effect of environmrntal factors on testicular functions in the zebra finch. — In: Current Trends in Comparative Endocrinology (eds. B.Lofts and W.N.Holmes), 1985, Hong Kong: Hong Kong University Press, pp. 265—268.
- J.Priedkalns, A.Okshe. Cytoarchitecture of the Hypothalamus in the Zebra Finch.- J. Anat., 1987, vol. 155, p.258.
- J.Priedkalns. Female Reproductive System (Chapter).- In: Textbook of Veterinary Histology, 1st-6th edit (eds. H.-D. Dellmann, J.A.Eurell), 1973—2006; Philadelphia: Lea&Febiger, Baltimore: Lippincott Williams&Wilkins.
- J.Priedkalns. Language as the core value of Latvian culture: the Australian experience. — Journal of Baltic Studies, 1994, vol. 25, N 1, pp. 29-42.
- J.Priedkalns, R.K.Bennett. Air humidity and water supply affect reproductive activity in the Zebra Finch. — J. Anat., 1990, vol. 173, pp. 207—208.
- J.Priedkalns. Globalization and Ethnic Heritage. — United Nations Millennium Summit Proceedings «Imagining Tomorrow — Rethinking the Global Challenge» (ed.K.Sharma), New York, 2000.
- J.Priedkalns (Editor). Latvijas Universitatei un Konservatorijai 1919 −1940 un latviešu peckara izglitibai Latvija un Rietumos veltits rakstu krajums, 2004, LAMZA/ELPA: Riga, 2004.
- J.Priedkalns.Globalizacijas un etniska kulturmantojuma saglabašana. — Universitas, 89 (252), 1-4. NewYork/Riga: Latvijas Korporaciju apvieniba, 2005.